# Bryan Robson
Bryan Robson (Chester-le-Street, Inglaterra; 11 de enero de 1957) es un exfutbolista del West Bromwich Albion, el Manchester United y la selección de fútbol de Inglaterra donde jugó de 1980 a 1991, siendo capitán de 1982 a 1991, considerado por la prensa de su país el mejor futbolista inglés de la década de 1980. Fue 90 veces en total internacional con la camiseta de Inglaterra.
Robson jugó 3 mundiales, destacando nítidamente en la copa del mundo de España 1982, luego en México 1986 y en Italia 1990 logrando el cuarto puesto, donde solo jugó 2 partidos, a raíz de una lesión en el partido contra Holanda, que lo dejó fuera el resto del mundial. Además participó en la Euro 1988 donde los ingleses perdieron todos los juegos. 
En total en los mundiales, capitaneó a su selección en 12 partidos, anotando 2 goles contra Francia en España 1982 el primero de ellos, fue uno de los tres goles más rápidos de la historia de los mundiales, a los 27 segundos del primer tiempo.  
Nació y creció en Witton Gilbert en el condado de Durham. La familia se trasladó al pueblo cercano de Chester-le-Street cuando tenía seis años. Fue considerado por muchos como quizás el centrocampista inglés más completo de la era moderna, por su juego versátil. Robson tuvo un buen registro de goles para un mediocampista, además era fuerte, con buen control del balón, rápido para pensar y ubicar la jugada, entraba y pasaba bien, también fue un buen cabeceador. Hacia el final de su carrera como jugador se dedicó a la dirección con el Middlesbrough. Se retiró en 1996 a los 39 años de edad.